# Regine Mönkemeier
Regine Mönkemeier (* 7. November 1938 in Prenzlau) ist eine deutsche Schriftstellerin und Herausgeberin.

## Leben und Werk
Regine Mönkemeier hat Politik und Rechtswissenschaften in Hamburg studiert und das Studium mit der Ersten Juristischen Staatsprüfung abgeschlossen. Sie verfasst Lyrik, Prosa und Kritik. Gedichte und Geschichten wurden in zahlreichen Anthologien aus Wettbewerben, in Literaturzeitschriften und Künstlerbüchern veröffentlicht. 1996 gründete R. Mönkemeier den Marien-Blatt Verlag, in dem Einzeltitel und die Literaturzeitschrift Der Dreischneuß erscheinen. Darüber hinaus betreibt sie eine Marmorier- und Bleisatzwerkstatt für Handpressendrucke, in der Kunstblätter als Einblattdrucke, Buchobjekte und Leporelli entstehen. Sie ist Mitglied der GEDOK von Schleswig-Holstein und des Lübecker Autorenkreises.
Regine Mönkemeier lebt in Lübeck.

## Einzeltitel (Auswahl)
- Wirkstoff Glas, Gedichte (1996)
- Kettenware Zeit, Gedichte (1997)
- Wind aus Nörre Winkel, Gedichte (1999)
- Licht vom Licht, Gedichte (2000)
- Rot sagen , Gedichte (2007)
- Nicht nur – Fraktur, Gedichte (2009)
- Wo alles Anfang ist, Gedichte (2009)
- Die Sechsundzwanziger, ABC-Gedichte (2010)
- Expeditionen, Gedichte (2012)
- STRÖMUNGEN – meerwärts  Gedichte (2015)
- An den Wassern der Elbe Gedichte (2016)

## Anthologien und Literaturzeitschriften (Auswahl)
- Klaus Rainer Goll (Hg.): Treffpunkt 3, Schmidt-Römhild, Lübeck 1993
- Margarete Sorg (Hg.): Hab gelernt durch Wände zu gehen, Wallstein, Göttingen 1993
- Kulturverein Lauterbach (Hg.): Fremde Federn, Lauterbach 1996
- Margarete Sorg (Hg.): Zähl mich dazu, Brün Verlag, Rüsselsheim 1996
- Amelie Fried u. Redaktion Eltern (Hg.): Kinder – was für ein Leben, Allitera, München 2003
- GEDOK (Hg.), aber das meer, Gedok Schleswig-Holstein, Husum Verlag, Husum 2005.
- Therese Chromik, Bodo Heimann, Friedrich Mülder (Hg.), Poetische Porträts, Husum Verlag, Husum 2005
- Wolfgang Gabler (Hg.): Die Schallmauer an Ungesagtem. Gedichte zum 1. Literaturpreis PABLO NERUDA 2004, BS-Verlag, Rostock 2005.
- Klára Hůrková (Hg.), Schlüsselsammlung. Eine deutsch-tschechische Anthologie, Dauphin, Prag 2007.
- Therese Chromik, Bodo Heimann (Hg.): Poetische Gärten. Husum Verlag, Husum 2008
- Therese Chromik, Bodo Heimann (Hg): Anrufung des   Friedens, Husum Verlag, Husum 2010
- M.Fehling, GEDOK SH, Süchtig nach den Worten, Husum Verlag, 2013
- Therese Chromik, ZusammenLeben, Husum Verlag, 2013
- Literaturzeitschriften: Macondo, Sterz, spatien, Gegengift, DUM, Wegwarten, Muschelhaufen, Der Zettel, Wortwahl, Zeichen & Wunder, Rhein!, Richtungsding, Poesiealbum neu

## Künstlerbücher (Auswahl)
- Margit Huch und Therese Chromik (Hg.): Schattenspiegel, Gedok-Schleswig-Holstein 1997.
- Theo Breuer (Hg.): Ein Dach aus Laub, edition bauwagen, Itzehoe 2003.
- Klaus Bushoff (Hg.): Wilde Männer oder die Welt als Wald, Verlag der Studiengalerie Stuttgart, Stuttgart 2004.
- Günter Guben und Klaus Bushoff (Hg.): Dann und wann auch mal galant, Verlag der Studiengalerie Stuttgart, Stuttgart 2007.